# Prestonia parviflora
Prestonia parviflora là một loài thực vật có hoa trong họ La bố ma. Loài này được (Benth.) Benth. miêu tả khoa học đầu tiên năm 1876.